# Championnats d'Europe de beach-volley 1999
 (janvier 2025).
Si vous disposez d'ouvrages ou d'articles de référence ou si vous connaissez des sites web de qualité traitant du thème abordé ici, merci de compléter l'article en donnant les références utiles à sa vérifiabilité et en les liant à la section « Notes et références ».
Navigation
Édition précédente Édition suivante
Les championnats d'Europe de beach-volley 1999, septième édition des championnats d'Europe de beach-volley, ont eu lieu du 26 au 29 août 1999 à Palma de Majorque, en Espagne. Ils ont été remportés par les Suisses Martin et Paul Laciga chez les hommes et par les Italiennes Laura Bruschini et Annamaria Solazzi chez les femmes.